# Domingos dos Reis Quita
Domingos dos Reis Quita (1728-1770) est un poète et dramaturge portugais.
Il passa son enfance dans la misère, puis fut barbier. Il apprit seul le français, l'italien, l'espagnol, et se fit connaître de bonne heure par des poésies pleines de talent. Il finit par trouver un appui auprès du comte de San-Lorenzo ; mais il perdit tout ce qu'il possédait au tremblement de terre de Lisbonne de 1755, se vit en outre desservi par des envieux, et n'eut plus de ressource que dans la généreuse hospitalité d'une amie, Teresa Alvieu, femme d'un médecin.
Ses Œuvres consistent en :
- cinq tragédies, dont Inès de Castro,
- de sonnets, élégies, pastorales et idylles.

## Source
Marie-Nicolas Bouillet  et Alexis Chassang (dir.), « Domingos dos Reis Quita » dans Dictionnaire universel d’histoire et de géographie, 1878 (lire sur Wikisource)